# Minshat Abou Omar
Minshat Abou Omar est un important site archéologique du nord de l'Égypte. Il se trouve à environ 150 km au nord-est du Caire, dans le delta du Nil. Minshat Abou Omar contient plusieurs cimetières de la période prédynastique, ainsi que de nombreux sites funéraires datant de la fin de la période romaine.

## Histoire archéologique
Les fouilles organisées ont commencé en 1966, après que des objets intéressants sont apparus dans plusieurs musées et qu'ils étaient dits provenir de cette région. À l'origine, la zone a été examinée afin de prouver l'exactitude de ces affirmations. Après des découvertes continues, des fouilles ont eu lieu de 1978 à 1991.

## Nécropoles
Les cimetières ont été fouillés principalement dans l'angle sud de la zone. 420 tombes datent de la période Naqada III, soit de la fin de la période prédynastique jusqu'au début de la Ire dynastie. 2630 tombes datent également de la fin de la période romaine. Les premières tombes, en particulier, sont d'un grand intérêt pour les égyptologues, les archéologues et les historiens, car la période d'utilisation de la nécropole s'étend sur un temps relativement long et les tombes montrent donc d'importantes évolutions dans leur architecture,.
Les tombes protodynastiques étaient ovales, longues de 1,0 mètre à 1,5 mètres et profondes de 1,5 mètres à 2,0 mètres. Elles contenaient des fosses simples, dans lesquelles étaient placées des pierres de taille. Elles contenaient des fosses simples, dans lesquelles le défunt était allongé en position fœtale, la tête tournée vers l'ouest. À côté et autour du défunt, plusieurs bols et vases ont été placés ; dans certaines tombes, des objets précieux en ivoire et en pierre ont été trouvés,.
L'architecture des tombes du début de la période s'est rapidement modifiée : les murs intérieurs sont désormais enduits de boue et de forme rectangulaire. Leurs sols étaient recouverts et renforcés par des nattes de roseau, leurs plafonds étaient en roseau et - dans le cas des plus grandes tombes - en bois de cèdre. Les grandes tombes étaient désormais divisées en deux, quatre ou six chambres et contenaient des objets funéraires beaucoup plus précieux. On y a trouvé des objets célèbres tels que plusieurs palettes cosmétiques, des bracelets en ivoire avec des décorations en relief et des colliers en perles de cornaline et d'améthyste. Les rois dont les noms ont été retrouvés sont Scorpion II et Narmer,. Il est à noté que dix grandes tombes sur 420 captent 10% des objets funéraires et près de 24% de ceux en cuivre, illustrant parfaitement la tendance au phénomène de hiérarchisation sociale à l'œuvre dans le pays.
Les tombes de la période romaine sont simples dans leur structure et leur conception ; elles étaient ovales ou rectangulaires et contenaient des cercueils en bois, en céramique et en pierre calcaire. Les enfants étaient enterrés dans de grandes amphores. Certaines tombes contenaient des pièces de monnaie et des amulettes,.

## Analyse du lieu
Les cimetières fouillés et les établissements voisins, leurs objets funéraires et la position géographique de cette région (à la frontière la plus orientale de l'Égypte dynastique primitive) ont amené les archéologues à conclure que Minshat Abou Omar était une place économique et stratégique importante. Les découvertes, originaires de la Palestine, mais trouvées dans plusieurs grandes tombes à Minshat Abou Omar, prouvent qu'au cours de la période Naqada III, de nombreux biens étaient déjà échangés entre l'Égypte et les États levantins ; l'économie commerciale était très florissante.

## Biographie
- (en) Karla Kröper, « Radiocarbon and thermoluminescence dates from the Pre/Early Dynastic cemetery of Minshat Abu Omar (North Eastern Nile Delta) », dans Michal Kobusiewic, Karla Kroeper, Lech Krzyzaniak, Cultural Markers in the Later Prehistory of Northeastern Africa and Recent Research, Poznan, Archaeological Museum Poznan, coll. « Studies in African Archaeology » (no 8), 2003, 336 p. (ISBN 978-8391666258), p. 227-249 ;
- (en) Karla Kröper, « Minshat Abu Omar – Aspects of the analysis of a cemetery », dans Stan Hendrickx, Egypt at its Origins. Studies in Memory of Barbara Adams. Proceedings of the International Conference "Origin of the State. Predynastic and Early Dynastic Egypt", Krakow, 28 August – 1 September 2002, Louvain, Publishers Peeters, coll. « Orientalia Lovaniensia Analecta » (no 138), 2004, 1178 p. (ISBN 978-9042914698), p. 859–880 ;
- Béatrix Midant-Reynes, Aux origines de l'Égypte : Du Néolithique à l'émergence de l'État, Paris, éditions Fayard, 2003, 441 p. (ISBN 2-213-61570-5) ;
- (en) Toby Wilkinson, Early Dynastic Egypt, Londres, Routledge, 1999, 413 p. (ISBN 978-0-415-26011-4).